# Косолистникові
Косолистникові (Plagiotheciaceae) — родина мохів порядку гіпнобрієвих (Hypnales). Він зустрічається майже по всьому світу, включаючи Антарктиду. Розташований переважно в помірних широтах і на високих висотах у тропіках.
Названий на честь Plagiothecium, який налічує понад 150 видів.

## Роди
Роди:
- Acrocladiopsis (V.F.Brotherus) J.Cardot, 1914
- Bardunovia Ignatov & Ochyra
- Complanato-Hypnum Hampe, 1878
- Isocladiella Dixon
- Isopterygiella Ignatov & Ignatova, 2020
- Isopterygiopsis Z.Iwats.
- Ortholimnobium Dixon
- Pilaisaea
- Plagiotheciella M.Fleisch. ex Broth.
- Plagiothecium Bruch & Schimp.
- Pseudotaxiphyllum Z.Iwats.
- Saviczia A.L.Abramova & J.J.Abramov, 1966
- Sharpiella Z.Iwats.